# Zagrebačka džamija (1987.)
Islamski centar u Zagrebu (znan kao i Zagrebačka džamija), središnja je džamija Mešihata Islamske zajednice u Hrvatskoj. Izgrađena je u naselju Borovje u Gavellinog 40 1987. godine.

## Povijest i arhitektura
Arhitektonski kompleks čine džamija i Islamski centar. Kompleks zauzima površinu oko 10.000 m². Projektirali su ga Džemal Čelić i Mirza Gološ, oboje iz Sarajeva. Radove je izvelo poduzeće GP Tehnika iz Zagreba.
Funkcionalne cjeline u arhitektonskom kompleksu su bogomolje s minaretom (visokim oko 51 m), islamska vjerska srednja škola (medrese), knjižnica, zajedničke društvene prostorije, upravne zgrade, dio nemjenjen za stanovanje te gospodarski dio.
Džamija s minaretom se nalazi na južnom dijelu, dok su stambeni i društveni sadržaji na sjevernom dijelu kompleksa. Izgled kupole je spoj tri vertikalna isječka (120⁰) paraboloidnih ploha različitih visina. Takvom izvedbom kupole dobiveno je zenitalno osvjetljenje središnjeg dijela džamije.

## Galerija
- Pogled ispred ulaza u džamiju
- Stražnja pročenje kompleksa
- Unutrašnjost
- Pogled na kompleks